# تشن هونج (لاعب كرة الريشة)
تشن هونج (بالصينية: 陳宏) هو لاعب كرة الريشة صيني، ولد في 28 نوفمبر 1979 في Changting County ‏ في الصين.

## وصلات خارجية
- تشن هونج على موقع BWF.tournamentsoftware.com (الإنجليزية)
- تشن هونج على موقع BWFbadminton.com (الإنجليزية)
- تشن هونج على موقع اللجنة الأولمبية الدولية (الإنجليزية)
- تشن هونج على موقع أوليمبيديا (الإنجليزية)
- تشن هونج على موقع اللجنة الأولمبية الصينية (الإنجليزية)